# 町田健児
町田 健児（まちだ けんじ）は、日本の声楽家。

## 略歴
東京芸術大学音楽学部声楽科卒業。在学中にドイツリートやイタリア近代歌曲を中心に学び、多くの演奏会に出演。パリ、リエージュにて声楽を研鑽。フランス語の作品を専門領域として演奏活動を展開している。
第５回高校生国際芸術コンクール声楽部門入賞、クラシック音楽コンクール大学声楽の部2位、第41回フランス音楽コンクール声楽部門にてフランス総領事賞、第6回東京国際声楽コンクール歌曲部門奨励賞 受賞。
声楽を髙橋大海、直野資、渡邊明、河井弘子、フランス歌曲を中村浩子、太田朋子、歌曲分析を加納悟朗の各氏に師事。パリでEdith Selig、Antoine Palloc、Fusako Kondoの各氏に声楽、フランス歌曲を師事。
現在は筑波大学附属駒場中学校・高等学校音楽科教諭・東京芸術大学、武蔵野音楽大学の非常勤講師を務めている。
2017、2018年、銀座ヤマハコンサートサロンにてフランスの歌・日本の歌シリーズリサイタル
2019年、浜離宮朝日ホールにてドイツ歌曲・フランス歌曲・日本歌曲リサイタル
2021年、2023年、イタリア歌曲、フランス歌曲、ドイツ歌曲でバリトンリサイタル
コンセールC、フランス歌曲研究会各会会員、日本声楽アカデミー准会員。　